# ディズニー・コメディ・タイム
『ディズニー・コメディ・タイム』は、ディズニー・チャンネルで放送されているアニメ番組。
1935年2月23日公開の『ミッキーの大演奏会』から2007年12月21日公開の『グーフィーのホームシアター』までのリマスターした短編映画の放送、またはDisney BLAMを放送している。

## 放送局
- ディズニー・チャンネル

## 概要
- 短編作品の場合、タイトル画面が英語の部分をCG処理で消去して日本語タイトルのみ表記されている。
- 原則不定期。「マジカル・ワールド・オブ・ディズニー」の余り時間などで放送されるため、番組表には記載されない。ディズニークラシック短編集を参照。
- 2011年2月5日11:30～12:00に30分版が放送。
- 毎週日曜朝11:30 -12:00、毎週土曜昼14:30 - 15:00(3話連続放送)（2025年4月現在）
- 二カ国語放送を実施。
- 字幕放送を実施しているが、番組表に[字]が表示されない。低年齢層の視聴に配慮し、平仮名と片仮名のみで使用され、漢字は一切用いられていない。作品毎の主役となるキャラクターの声は黄色で表示される（ただし、プルート主演作品でプルート以外にもメインキャラクターが登場する場合は、当該キャラクターの一人の声が黄色、プルートの声が白で表示される）。チップとデール主役作品の場合はダブル主演扱いとなるためチップの声が黄色、デールの声が水色で表示される。

## 放送された話（短編映画）
話数はディズニー・チャンネル準拠。*はディズニープラスで配信されていない作品。
| #  | タイトル                               | 出演 |
| -- | -------------------------------------- | --- |
| 1  | ミッキーとあざらし                     | ミッキーマウス、プルート                                                                                     |
| 2  | ミッキーのお化け退治                   | ミッキーマウス、ドナルドダック、グーフィー                                                                   |
| 3  | リスの冬支度                           | ドナルドダック、チップとデール                                                                               |
| 4  | グーフィーのホームシアター*            | グーフィー                                                                                                   |
| 5  | リスの手袋騒動                         | チップとデール                                                                                               |
| 6  | プルートのありがた迷惑                 | プルート、ミニーマウス、フィガロ                                                                             |
| 7  | グーフィーのスキー教室                 | グーフィー                                                                                                   |
| 8  | ドナルドのめざまし時計                 | ドナルドダック                                                                                               |
| 9  | ミッキーの大時計                       | ミッキーマウス                                                                                               |
| 10 | ミッキーのドキドキ汽車旅行             | ミッキーマウス、プルート                                                                                     |
| 11 | ミッキーのダンスパーティ               | ミッキーマウス、ミニーマウス、プルート                                                                       |
| 12 | ミッキーの捕鯨船*                      | ミッキーマウス、ドナルドダック、グーフィー                                                                   |
| 13 | ドナルドのお料理                       | ドナルドダック                                                                                               |
| 14 | グーフィーの野球教室                   | グーフィー                                                                                                   |
| 15 | プルートとモグラ                       | プルート |
| 16 | ミッキーの大探検                       | ミッキーマウス                                                                                               |
| 17 | ミッキーのハワイ旅行                   | ミッキーマウス                                                                                               |
| 18 | リスのいたずら合戦                     | ドナルドダック                                                                                               |
| 19 | グーフィーの水泳教室                   | グーフィー                                                                                                   |
| 20 | プルートのびっくり小包                 | プルート |
| 21 | ミッキーの夢物語                       | ミッキーマウス                                                                                               |
| 22 | ミッキーのアイス・スケート             | ミッキーマウス、ミニーマウス、ドナルドダック、グーフィー、プルート、ホーレス・ホースカラー、クララベル・カウ |
| 23 | ドナルドの南極探検*                    | ドナルドダック、グーフィー                                                                                   |
| 24 | グーフィーのバスケットボール           | グーフィー                                                                                                   |
| 25 | プルートの救助犬                       | プルート |
| 26 | ミッキーの魔術師 *                     | ミッキーマウス、ドナルドダック、グーフィー                                                                   |
| 27 | ミッキーの造船技師                     | ミッキーマウス、ミニーマウス、ドナルドダック、グーフィー                                                     |
| 28 | ぼろぼろタイヤ                         | ドナルドダック                                                                                               |
| 29 | ミッキーの魚釣り                       | ミッキーマウス、プルート                                                                                     |
| 30 | プルートの骨どろぼう                   | プルート |
| 31 | ミッキーとはらぺこオーム*              | ミッキーマウス、プルート                                                                                     |
| 32 | ミッキーの移動住宅                     | ミッキーマウス、ドナルドダック、グーフィー                                                                   |
| 33 | ドナルドの海水浴                       | ドナルドダック                                                                                               |
| 34 | ミッキーのつむじ風                     | ミッキーマウス                                                                                               |
| 35 | プルートのおつかい                     | プルート |
| 36 | ミッキーの愛犬                         | ミッキーマウス                                                                                               |
| 37 | ミッキーの船長さん                     | ミッキーマウス                                                                                               |
| 38 | リスの住宅難                           | ドナルドダック                                                                                               |
| 39 | グーフィーのアメリカンフットボール教室 | グーフィー                                                                                                   |
| 40 | プルートの郵便状                       | プルート |
| 41 | ミッキーの大演奏会                     | ミッキーマウス、ドナルドダック、ホーレス・ホースカラー、クララベル・カウ                                     |
| 42 | ミッキーのポロゲーム*                  | ミッキーマウス                                                                                               |
| 43 | ドナルドのアイス・ホッケー             | ドナルドダック                                                                                               |
| 44 | グーフィーのフィッシング               | グーフィー                                                                                                   |
| 45 | プルートの誕生日                       | ミッキーマウス、プルート                                                                                     |
| 46 | ミッキーのライバル大騒動               | ミッキーマウス、ミニーマウス、モーティマー・マウス                                                           |
| 47 | ミッキーの猛獣狩り*                    | ミッキーマウス、ドナルドダック、グーフィー                                                                   |
| 48 | ドナルドのダンス大好き                 | ドナルドダック、デイジーダック、ヒューイ・デューイ・ルーイ                                                   |
| 49 | グーフィーのオリンピック教室           | グーフィー                                                                                                   |
| 50 | ミッキーのゴルフ                       | ミッキーマウス                                                                                               |
| 51 | ミッキーの巨人退治                     | ミッキーマウス                                                                                               |
| 52 | ドナルドのゴルフデー                   | ドナルドダック                                                                                               |
| 53 | ドナルドの海洋団                       | ドナルドダック                                                                                               |
| 54 | グーフィーのテニス教室                 | グーフィー                                                                                                   |
| 55 | リスの汽車ごっこ                       | ドナルドダック                                                                                               |
| 56 | ミッキーの誕生日                       | ミッキーマウス                                                                                               |
| 57 | リスの食糧難                           | ドナルドダック                                                                                               |
| 58 | リスの雪かき                           | ドナルドダック                                                                                               |
| 59 | グーフィーのゴルフ教室*                | グーフィー                                                                                                   |
| 60 | ドナルドの少年団長*                    | ドナルドダック                                                                                               |
| 61 | プルートのかわいい弟                   | プルート |
| 62 | ドナルドのボロ飛行機                   | ドナルドダック                                                                                               |

## 放送された話（Disney BLAM）
- 「グーフィーのスキー教室」をベースにした話。　出演：グーフィー
- 「ドナルドのアイス・ホッケー」をベースにした話。　出演：ドナルドダック、ヒューイ・デューイ・ルーイ
- 「グーフィーの野球教室」をベースにした話。　出演：グーフィー

## キャスト（声の出演）
BVHE版2代目の吹き替えを使用している。
- ミッキーマウス：ウォルト・ディズニー、ジム・マクドナルド／青柳隆志
- ミニーマウス：ウォルト・ディズニー、マーセリット・ガーナー、テルマ・ボードマン、ルース・クリフォード／水谷優子
- ドナルドダック：クラレンス・ナッシュ／山寺宏一
- デイジーダック：クラレンス・ナッシュ、ラス・ピーターソン、グロリア・ボンデル／土井美加
- グーフィー：ピント・コルヴィグ、ジョージ・ジョンソン／島香裕
- プルート：ピント・コルヴィグ、ビル・ファーマー
- ピート：ビリー・ブレッチャー／大平透
- チップ：ジム・マクドナルド／滝沢ロコ
- デール：デジー・フリン／稲葉実
- ヒューイ・デューイ・ルーイ：クラレンス・ナッシュ／坂本千夏
- モーティマー・マウス：ピント・コルヴィッグ／水内清光
- グーフィー主演短編のナレーター：大平透
- ミッキーのお化け退治の声の出演：塚田正昭、星野充昭、茶風林、坂東尚樹
- グーフィーの妖怪：千葉繁
- Disney BLAMのナレーター：マーク・大喜多